# Филд, Тодд
Тодд Филд (англ. Todd Field; родился 24 февраля 1964, Помона, Калифорния, США) — американский кинорежиссёр и актёр. Снял фильмы «В спальне» (2001) и «Как малые дети» (2006), которые номинировались на множество премий включая «Оскар» и «Золотой глобус». В 2022 году вышел фильм Филда «Тар», который был признан одной из лучших картин года

## Биография
Тодд Филд родился в 1964 году в городе Помона (Калифорния). С 2 лет он жил в Портленде. Окончив местную школу, Филд поступил в Южный Орегонский колледж, но после первого курса переехал в Нью-Йорк, чтобы изучать актёрское мастерство в студии Роберта Модики. Он начал играть в театре, в 1987 году получил первую роль в кино, в фильме Вуди Аллена «Дни радио». Позже играл в картинах Стэнли Кубрика, Виктора Нуньеса, Карла Франклина. В 1995 году окончил Американский институт киноискусства (факультет режиссуры), причём его дипломная работа «Нонни и Алекс» получила приз жюри на фестивале Санденс.
В 2001 году Филд снял полнометражный фильм «В спальне», получивший пять номинаций на «Оскар» и три на «Золотой глобус». В 2006 году вышла картина «Как малые дети», номинированная на «Оскар» в трёх категориях. После этого Филд не снимал кино 15 лет. В 2022 году на экраны вышел фильм «Тар» с Кейт Бланшетт в главной роли, получивший высокие оценки критиков и признанный одним из лучших фильмов года.